# Frédéric Diefenthal
Pierre-Frédéric Diefenthal Girau-Guyard (nacido el 26 de julio de 1968 en Saint-Mandé, Val de Marne) es un actor y productor francés, muy conocido por interpretar el papel de Emilien Coutant-Kerbalec en la saga de películas de Taxi (Taxi, Taxi 2, Taxi 3 y Taxi 4).

## Biografía
Pasó su infancia en Gers, tras haber completado sus estudios a los 15 años, fue aprendiz de hotel y después peluquero. Tras esto, se metió en el teatro.
A partir de 1990 actuó en anuncios publicitarios y apareció en series de televisión como el clip de François Feldman, Ustedes Que Me Hicieron, de 1991. Tres años más tarde hasta 2000, le dio mucha fama participar en la serie La Juez Es Una Mujer en la cadena TF1.
Tras trabajar en papeles pequeños como en Francia Dulce de Chibane Malik, se hizo muy famoso trabajando en la película Taxi de Gérard Pires
Aparte de trabajar en cine y televisión también participó en el teatro en 1990 y 2000, incluyendo una adaptación de la famosa comedia francesa de Oscar Wilde, La importancia de llamarse Ernesto, junto a Macha Meril y Deutsch Lorànt. Diefenthal tuvo un romance con la actriz Claire Keim.
El 29 de mayo de 2004, se casó con la actriz Gwendoline Hamon en París, con quien ya mantenía una relación desde el 2003. Ellos tienen un hijo llamado Gabriel, nacido en septiembre de 2004.
En diciembre de 2012, fue miembro del jurado del Miss Francia 2013.

## Cine
- 1990 : La Totale! de Claude Zidi : le loubard 2
- 1992 : Les gens normaux n'ont rien d'exceptionnel de Laurence Ferreira Barbosa : Jean
- 1995 : Francia Dulce de Malik Chibane : Jean-Luc
- 1995 : Une histoire d'amour à la con de Henri-Paul Korchia
- 1996 : El Capitán Conan de Bertrand Tavernier : un sergent à la gare de Bucarest
- 1998 : Taxi de Gérard Pirès : Émilien Coutant-Kerbalec
- 1999 : Lo Quiero Todo de Guila Braoudé : Philippe
- 1999 : Taxi 2 de Gérard Krawczyk : Émilien Coutant-Kerbalec
- 1999 : Six-Pack de Alain Berbérian : Philippe Saule
- 2000 : Jeu de cons de Jean-Michel Verner : Skip
- 2000 : Belphégor, le fantôme du Louvre de Jean-Paul Salomé : Martin
- 2000 : Les Âmes fortes de Raoul Ruiz : Firmin
- 2001 : Le Mal de mère de Édouard Molinaro : Moïse
- 2001 : Une affaire privée de Guillaume Nicloux : la femme du bar de nuit
- 2001 : Nate The Animals de Hermanos Wachowski : Sergent Silvain
- 2002 : Taxi 3 de Gérard Krawczyk : Émilien Coutant-Kerbalec
- 2002 : Laberintos de René Manzor : El inspector Mathias
- 2003 : L'Incruste de Corentin Julius : Alexandre
- 2003 : Nos amis les flics de Bob Swaim : Frédo
- 2003 : El Soplador de Guillaume Pixie : Philippe
- 2004 : Avant qu'il ne soit trop tard de Laurent Dussaux : Phyl
- 2005 : El Romance de Renart de Thierry Schiel : Renart (voz)
- 2005 : Voisins, voisines de Malik Chibane : Paco Garcia
- 2007 : Taxi 4 de Gérard Krawczyk : Émilien Coutant-Kerbalec
- 2012 : Dors mon lapin de Jean-Pierre Mocky : Lionel
- 2012 : Pauvre Richard de Malik Chibane : Richard
- 2013 : Le Renard jaune de Jean-Pierre Mocky : Poulin

## Televisión

### Películas
- 1990 : Les Ritals de Marcel Bluwal
- 1991 : Billy de Marcel Bluwal
- 1992 : Maria des Eaux-Vives de Robert Mazoyer
- 1994 : L'Affabulatrice de Marcel Bluwal
- 1997 : Père courage de Thierry Chabert
- 2003 : Un homme par hasard de Édouard Molinaro : Yann Le Guenn
- 2004 : Bien agités de Patrick Chesnais : Akkllkrthur
- 2005 : Comme sur des roulettes de Jean-Paul Lilienfeld : Max
- 2005 : Ange de feu de Philippe Setbon : Noël Courtal
- 2006 : Pas de Panique de Denis Rabaglia : Ludovic Chambercy
- 2008 : Le Gendre idéal de Arnaud Selignac : Arnaud
- 2009 : Facteur chance de Julien Seri : Tib
- 2009 : Le Gendre idéal 2 de Arnaud Selignac : Arnaud
- 2010 : L'Homme sans nom de Sylvain Monod : David y Guillaume Derville
- 2010 : Chateaubriand de Pierre Aknine :  François-René de Chateaubriand
- 2011 : Furioso de Malik Chibane : Fred
- 2012 : Jeux dangereux de Régis Musset : Antonin Brecht
- 2013 : Une bonne leçon de Bruno Garcia

### Series
- 1992 : Goal : Luis
- 1993-2000 : Le juge est une femme : Colas
- 1995 : Police des polices, épisode Vidéo preuves de Michel Boisrond
- 1995 : Commis d'office, épisode  Les enfants d'abord de Gabriel Aghion : Frankie
- 2005 : Élodie Bradford, episodio Les crimes étaient presque parfaits de Régis Musset : Julien Lemaitre
- 2005 : Clara Sheller de Nicolas Mercier : JP
- 2006 : David Nolande de Nicolas Cuche : David Nolande
- 2008 : Flics de Nicolas Cuche : Yach
- 2008 : Mister Mocky présente... d'après les nouvelles d' Alfred Hitchcock, épisodes Le Jour de l'exécution y La cadillac de Jean-Pierre Mocky
- 2009 : Cartouche, le brigand magnifique de Henri Helman : Cartouche
- 2010 - 2011 : Les Virtuoses de Claude-Michel Rome : Horace Lange
- 2011 : Flics (sesión 2) de Thierry Petit : Yach
- 2013: Asesinato en... (France 3).

## Teatro
- 1996 : Bagatelle(s)  de Noël Coward, puesto en escena de Pierre Mondy, en el Théâtre de Paris
- 1996 : Roméo et Juliette de William Shakespeare, puesto en escena de Jean-Luc Borg et Henri-Paul Korchia, au Théâtre Par le bas de Nanterre
- 2006- 2008 : L'Importance d'être constant de Oscar Wilde, puesto en escena de Pierre Laville en el Teatro Antonio
- 2010 : Kramer contra Kramer de Avery Corman, puesto en escena de Didier Caron y Stéphane Boutet, en Théâtre des Bouffes-Parisiens
- 2013 : Le voyageur sans bagage de Jean Anouilh, puesto en escena de Alain Fromager y Gwendoline Hamon, gira, Théâtre des Nouveautés